# Frank Welker

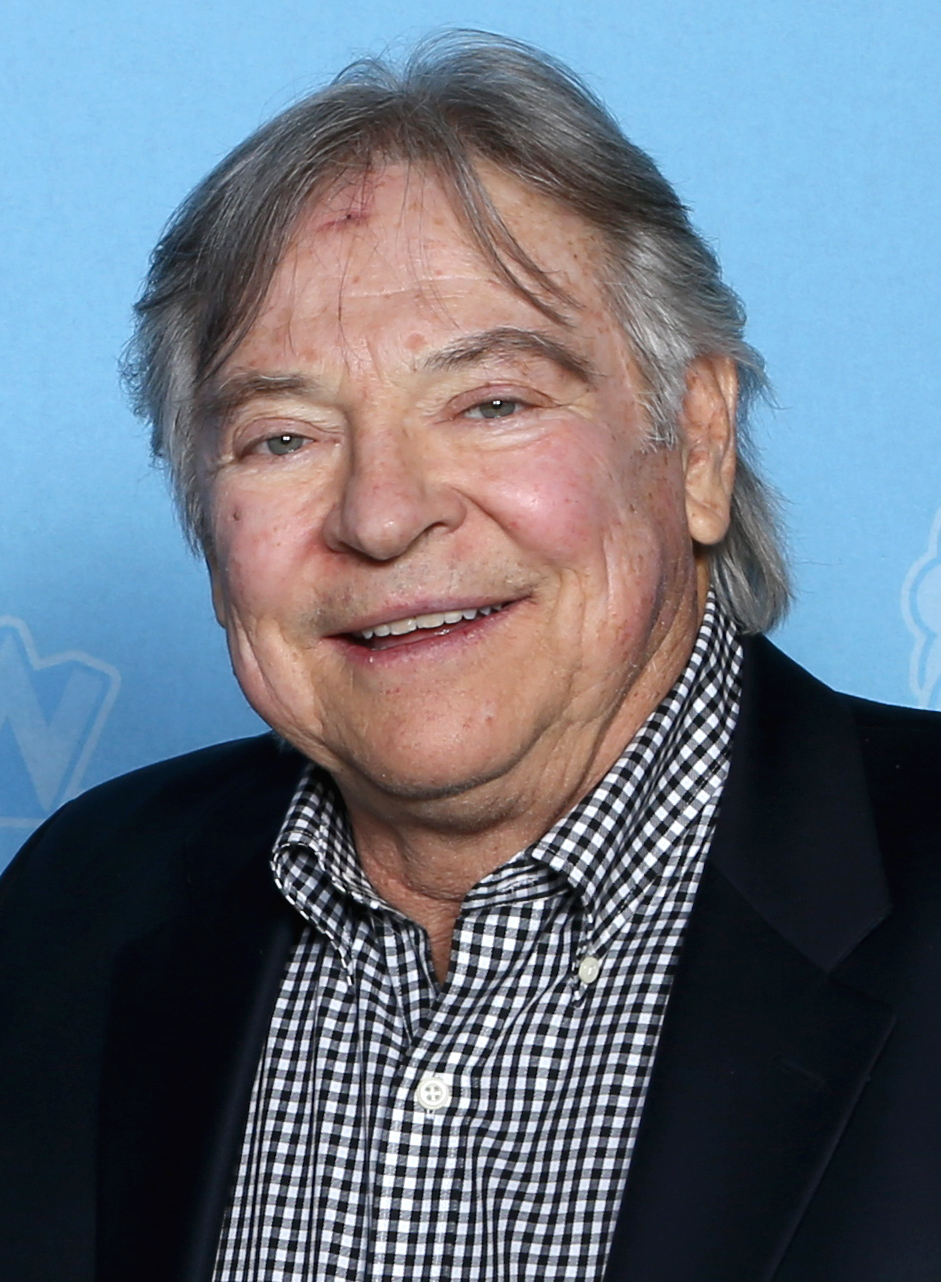
Frank Welker, 2020

Frank Welker (* 12. März 1946 in Denver, Colorado) ist ein US-amerikanischer Schauspieler und Synchronsprecher.

## Leben
Seitdem Welker 1969 anfing, als Darsteller und Sprecher zu arbeiten, war er in weit über 650 Filmen tätig, meist als Sprecher. Für seine Arbeit in der Serie Animaniacs wurde er für den Annie Award nominiert.
Er wirkte an 112 Filmen mit, meist in Neben- oder Kleinstrollen, wodurch er 2024 auf Platz 4 der Schauspielerinnen und Schauspieler stand, die weltweit an den Kinokassen die meisten Einnahmen erzielt hatten (ohne Inflationsbereinigung).

## Filmografie (Auswahl)

### Darsteller und Sprecher
- 1969: Superhirn in Tennisschuhen (The Computer Wore Tennis Shoes)
- 1969: Immer Ärger mit den Mädchen (The Trouble with Girls)
- 1969–1970: Scooby Doo, wo bist du! (Scooby Doo, Where Are You!, Fernsehserie, 25 Folgen, Stimme)
- 1970: Crane Brained
- 1971: How to Frame a Figg
- 1972: Die Partridge Familie (The Partridge Family, Fernsehserie)
- 1972: Dreckiger kleiner Billy (Dirty Little Billy)
- 1973: Bailey’s Comets (Fernsehserie)
- 1973: Love, American Style (Fernsehserie)
- 1974: Deviled Yeggs
- 1975: Watch the Birdie
- 1975: The Tiny Tree (Fernsehfilm)
- 1976: Once Upon a Girl
- 1978: Live with Father
- 1978: Fangface (Fernsehserie)
- 1978: The Fantastic Four (Fernsehserie)
- 1981: Jäger des verlorenen Schatzes (Raiders of the Lost Ark)
- 1981: Zorro mit der heißen Klinge
- 1982: Heidi’s Song
- 1984: Star Trek III: Auf der Suche nach Mr. Spock (Star Trek III: The Search for Spock)
- 1984: Gremlins – Kleine Monster (Gremlins)
- 1986: TerrorVision
- 1986: Auf der Suche nach dem goldenen Kind
- 1987: Infidelity (Fernsehfilm)
- 1988: Falsches Spiel mit Roger Rabbit (Who Framed Roger Rabbit)
- 1988: Pippi Langstrumpfs neueste Streiche
- 1989: Liebling, ich habe die Kinder geschrumpft (Honey, I Shrunk the Kids)
- 1989: Hägar der Schreckliche (Fernsehfilm)
- 1990: DuckTales: Der Film – Jäger der verlorenen Lampe (DuckTales: The Movie – Treasure of the Lost Lamp)
- 1991: Die Schöne und das Biest (Beauty and the Beast)
- 1992: Aladdin
- 1993: Tod im Spielzeugland (Dollman vs. Demonic Toys)
- 1993–1998: Animaniacs
- 1994: Der Pagemaster – Richies fantastische Reise (The Pagemaster)
- 1994: Der König der Löwen (The Lion King)
- 1994: Stargate
- 1995: Toy Story
- 1995: Jumanji
- 1995: Hubi, der Pinguin (The Pebble and the Penguin)
- 1996: 101 Dalmatiner (101 Dalmatians, Stimme)
- 1996: Der Glöckner von Notre Dame (The Hunchback of Notre Dame)
- 1996: Mars Attacks!
- 1998: Das große Krabbeln (A Bug’s Life)
- 1999: Ich bin Du, und Du bist ich (A Saintly Switch)
- 1999: Toy Story 2
- 2000: Der Grinch (How the Grinch Stole Christmas)
- 2001: Jimmy Neutron – Der mutige Erfinder (Jimmy Neutron: Boy Genius)
- 2001: Shrek – Der tollkühne Held (Shrek)
- 2003: Ein Kater macht Theater (The Cat in the Hat)
- 2004: Shrek 2 – Der tollkühne Held kehrt zurück (Shrek 2)
- 2006: Cars
- 2007: Shrek der Dritte (Shrek the Third)
- 2009: Oben (Up)
- 2009: Der Informant! (The Informant)
- 2010: Alice im Wunderland (Alice in Wonderland, Stimme)
- 2010: Für immer Shrek (Shreck Forever After)
- 2010: Toy Story 3
- 2011: Transformers 3 (Transformers: Dark of the Moon)
- 2011: Die Schlümpfe (The Smurfs)
- 2011: Mr. Poppers Pinguine (Mr. Popper’s Penguins)
- 2012: Madagascar 3: Flucht durch Europa (Madagascar 3: Europe’s Most Wanted, Stimme für Sonya)
- 2013: Die Schlümpfe 2 (The Smurfs 2)
- 2014: Transformers: Ära des Untergangs (Transformers: Age of Extinction)
- 2017: Transformers: The Last Knight
- 2020: Scooby! Voll verwedelt (Scoob!, Stimme von Scooby)

### Filmmusik
- 1983: Hotel (Fernsehserie)
- 1986: Troll
- 1989: Liebling, ich habe die Kinder geschrumpft (Honey, I Shrunk the Kids)
- 1991: Die Schöne und das Biest (Beauty and the Beast)
- 1996: Akte X – Die unheimlichen Fälle des FBI (The X Files)
- 1996: 101 Dalmatiner (101 Dalmatians)

## Auszeichnungen
- 1994: Nominierung für den Annie Award als „Bester Sprecher“ für Animaniacs